# الجبلين (السودان)

موقع منطقة الجبلين السودةن

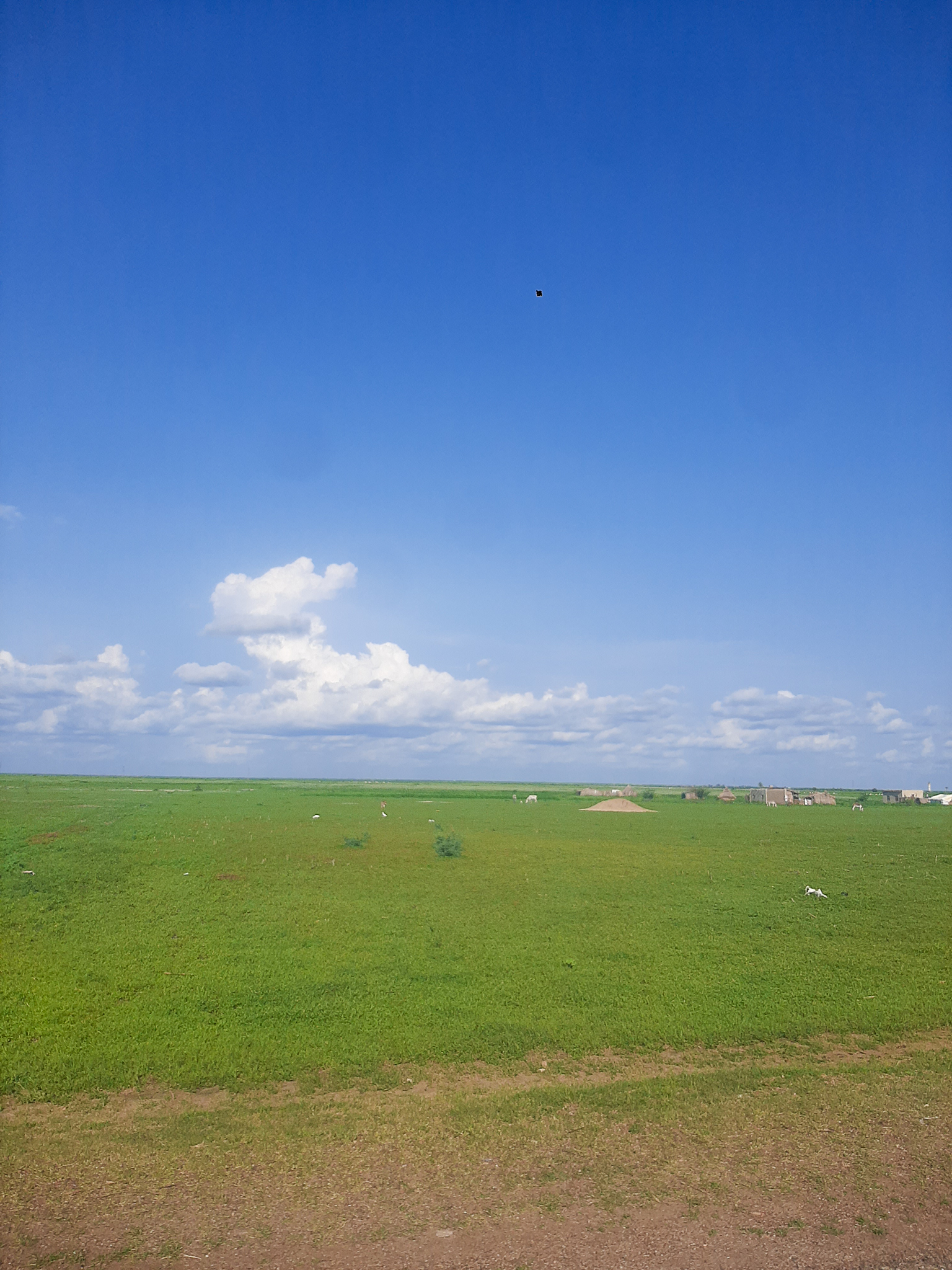
طريق الجبلين

الجبلين هي بلدة تقع في وسط السودان تقع على الضفة الشرقية لنهر النيل
يخدمها فرع من خطوط سكك حديد السودان حيث أنه نهاية في (28 - 29) كانون الأول / ديسمبر 1989 وقعت فيها «مذبحة الجبلين» بحسب
الحكومة إن حوالي (150 - 250) قتلوا بينما تقدر السلطات المحلية وفاة 4000 شخص كانت البلدة ذات يوم جزءًا من مملكة كولو ، وهي تابعة لشعب كولو